# Herb gminy Słupia Konecka
Herb gminy Słupia Konecka – jeden z symboli gminy Słupia Konecka, autorstwa Krzysztofa Dorcza, ustanowiony 14 czerwca 2016.

## Wygląd i symbolika
Herb przedstawia na tarczy w polu czerwonym wieżę srebrną z dachem czarnym, takimi dwoma oknami i wejściem podwyższonym oraz pół koła wodnego srebrnego o dwóch dzwonach, w słup.
Koło wodne nawiązuje do przemysłu, który rozwijał się na terenie dzisiejszej gminy w ramach Zagłębia Staropolskiego. Jednocześnie nawiązano do herbu powiatu koneckiego, na którego terenie leży gmina. Wieża jest godłem mówiącym, nawiązującym do nazwy siedziby władz gminy, Słupi, która wywodzi się od słowa słup - stołp = wieża.